# 圣瓦西利奥斯 (雷西姆农专区)
圣瓦西利奥斯（希臘語：Άγιος Βασίλειος）是希腊克里特大区雷西姆农专区的市镇，位于克里特岛中部偏西。行政中心为斯皮利村。市镇面积为359.2平方公里，2011年人口数量为7,427人。

## 行政
圣瓦西利奥斯市镇是在2011年地方政府改革中设立的，由原两个市镇合并而成，而原市镇则成为新市镇的两个市区。